# 北海道登別青嶺高等学校
北海道登別青嶺高等学校（ほっかいどうのぼりべつせいりょうこうとうがっこう、Hokkaido Noboribetsu Seiryo High School）は、北海道登別市にある公立（道立）の高等学校。

## 沿革
2005年（平成17年）4月に、北海道登別高等学校と北海道登別南高等学校の統合によって開校する。校舎は旧北海道登別南高等学校のものを現状のまま利用するもので、母体をほぼ、南高校としての統合である。
- 2005年 4月9日 - 北海道登別青嶺高等学校開校式（全日制普通科）開校式・入学式を挙行する。
- 2021年 4月1日 - 募集定員120名（3間口）　全日制単位制へと移行
- 2022年 4月9日 - 学校設定科目「じもと学」開講

### 北海道登別高等学校
- 1948年 10月1日 - 北海道室蘭高等学校（現在の北海道室蘭栄高等学校）幌別分校として開校する。
- 1952年 11月1日 - 北海道幌別高等学校として独立する。
- 1961年 4月1日 - 現在の登別市が幌別町から登別町になったため、北海道登別高等学校となる。
- 1965年 3月31日 - 道立に移管される。
  - 旧所在地:〒059-0016 北海道登別市片倉町五丁目18-2

### 北海道登別南高等学校
- 1978年 - 北海道教育委員会が本校の新設を議決 「北海道登別南高等学校」校名決定。
- 1979年 - 全日制普通科1学年2間口にて開校 校舎落成記念式。
- 1980年 - 全日制普通科新1学年より3間口となる。
- 1981年 - 全日制普通科新1年より4間口となる 柔剣道場落成記念式。
- 1982年 - 第1期生卒業。
- 1984年 - 全日制普通科新1年より6間口となる。
- 1988年 - 開校10周年記念式典。
- 1991年 - 全日制普通科新1年より5間口となる。
- 1992年 - 教育課程に類型制を導入（2学年より）。
- 1996年 - 全日制普通科新1年より4間口となる。
- 1998年 - 開校20周年記念式典 教育課程にコース制を導入（3学年）。
- 2003年 - 教育課程の類型制を廃し、コース制のみへ移行。
- 2005年 3月24日 - 閉校式を挙行する。

## 出身者
- 河野真幸 - プロレスラー、旧・南高校卒
- 安倍なつみ - 歌手 元モーニング娘。　※北海道登別高等学校中退
- 斗猛矢 - プロレスラー、登別市議会議員、旧・登別高校卒
- 本間真帆 - アイドル【YUM!-TUK!】、登別市観光大使、登別青嶺高校卒